# Halvträsket
Halvträsket är en sjö i Lycksele kommun i Lappland och ingår i Umeälvens huvudavrinningsområde. Sjön har en area på 0,805 kvadratkilometer och ligger 241 meter över havet.

## Delavrinningsområde
Halvträsket ingår i det delavrinningsområde (717907-165732) som SMHI kallar för Mynnar i Maltan. Medelhöjden är 272 meter över havet och ytan är 10,21 kvadratkilometer. Det finns inga avrinningsområden uppströms utan avrinningsområdet är högsta punkten. Vattendraget som avvattnar avrinningsområdet har biflödesordning 4, vilket innebär att vattnet flödar genom totalt 4 vattendrag innan det når havet efter 158 kilometer. Avrinningsområdet består mestadels av skog (62 procent) och sankmarker (16 procent). Avrinningsområdet har 0,8 kvadratkilometer vattenytor vilket ger det en sjöprocent på 7,8 procent.